# Sunshine (Lil' Flip)
Sunshine è il secondo singolo del rapper statunitense Lil' Flip, il secondo estratto dal secondo album in studio U Gotta Feel Me.
La canzone, prodotta dal trio di beatmaker The Heatmakerz e recante il featuring della cantante R&B Lea, è in assoluto il più grande successo del rapper: ha debuttato in diversi paesi, Italia compresa, classificandosi nella Billboard Hot 100 alla seconda posizione.

## Successo
Il successo strepitoso del singolo negli USA maggiormente che in ogni altra parte (lì si è aggiudicato il disco d'oro) ha dato anche notorietà alla stessa Lea, allora agli inizi della sua carriera. Il videoclip è stato largamente trasmesso su MTV e BET, mentre sono state vendute altresì più di mezzo milione di suonerie della canzone.
Sunshine ha raggiunto allo stesso modo la posizione n.2 nelle classifiche di Billboard Hot R&B/Hip-Hop Songs e Hot Rap Tracks, ottenendo nel complesso risultati migliori del precedente singolo Game Over (Flip), che comunque senza ombra di dubbio era stato il primo dell'artista a entrare nella Billboard Hot 100, raggiungendo la posizione n.15. Ancora oggi, questi due sono gli unici singoli del rapper ad aver riscosso un così forte riscontro tra il pubblico.

## Videoclip
Il videoclip inizia nella ipotetica villa dove dimorano il rapper e la sua ragazza. Lui sta per partire per questioni riguardanti il suo lavoro (una macchina è già giù ad aspettarlo) e lei gli chiede rattristata per quanto tempo sarà via. La risposta è che sarà di ritorno tra due settimane, dopodiché i due si abbracciano e Lil' Flip raggiunge gli altri giù in macchina. Quando sale gli vien subito comunicato che in giornata deve firmare degli autografi a un gruppo di fan accanite, e che dopo deve girare un video. La prima cosa che fa il rapper arrivato a destinazione è chiamare la sua ragazza, che nel frattempo a casa sta guadando alla TV dei video del fidanzato seduta sul letto e con addosso una sua maglietta. In seguito, mentre il rapper sta firmando gli autografi seduto a un tavolo ed è costretto a spegnere il cellulare, una fan gli porge un biglietto con su scritto il suo numero di telefono. A questo punto l'ambientazione si sposta su di una spiaggia, dove Lil' Flip sta girando il video coadiuvato da due ragazze in bikini. Nel frattempo, la fidanzata si collega da casa via internet e vede il tutto. Tempo dopo è ora per il rapper di tornare a casa, ed eccolo in aeroporto ad aspettare che la sua ragazza lo venga a prendere. Mentre aspetta, vicino a lui arriva un'altra ragazza, che gli porge anch'essa un biglietto con su scritto il suo numero e gli fa intendere che vuole assolutamente essere chiamata. Proprio in quel momento arriva in auto la fidanzata, e Lil' Flip senza farsi vedere accartoccia il biglietto che gli è stato dato un attimo prima e lo butta via. I due si abbracciano affettuosamente felici di rivedersi e tornano a casa, dove è in corso una grande festa. Da notare che Jim Jones fa un'apparizione verso la fine. In scene alternate del video, Lea canta il ritornello con Lil' Flip al suo fianco sempre su di una spiaggia, oppure da sola sul balcone della villa.
Su YouTube è disponibile un "dietro le quinte" del video, dove assieme a Jim Jones appare anche J-Kwon.

## Classifiche
| Classifica (2004)              | Posizione massima |
| ------------------------------ | ----------------- |
| Francia                        | 36                |
| Italia                         | 20                |
| Nuova Zelanda                  | 10                |
| Regno Unito                    | 14                |
| Stati Uniti                    | 2                 |
| Stati Uniti (pop)              | 6                 |
| Stati Uniti (R&B/hip-hop)      | 2                 |
| Stati Uniti (rap)              | 2                 |
| Stati Uniti (rhythmic airplay) | 1                 |